# Baek A-yeon
Baek Ah-yeon (Hangul: 백아연, Hanja: 白娥娟) là một nữ ca sĩ, nhạc sĩ người Hàn Quốc do công ty Eden Entertainment quản lý. Cô được biết đến là một trong ba thí sinh tài năng nhất của chương trình K-pop Star mùa đầu tiên.

## Tiểu sử
Baek Ah-yeon sinh ngày 11 tháng 3 năm 1993 tại Seongnam, Gyeonggi-do, Hàn Quốc. Trong năm thứ 5 tại trường Tiểu học, cô đã trải qua thời gian điều trị bệnh ung thư. Hiện cộ đang theo học khoa biểu diễn âm nhạc tại trường Đại học Howon.

## Sự nghiệp

### Trước khi ra mắt: K-pop Star
Trên chương trình phát triển tài năng của Hàn Quốc, K-pop Star. Ah-yeon là một trong ba thí sinh tài năng nhất cùng với Park Jimin và Lee Hi. Sau khi bị loại, cô được một số công ty giải trí Hàn Quốc mời đến. Cuối cùng, cô và người chiến thắng cuối cùng của Kpop Star, Park Jimin (15&) ký hợp đồng với JYP Entertainment.

### 2012: Ra mắt vớiI'm Baek
Ngày 2 tháng 9 năm 2012, thông tin về album đầu tay của Baek A-yeon, I'm Baek được tiết lộ. Thành viên 2PM, Jun.K đã sáng tác ca khúc chủ đề "Always" cho album của cô. Ngày 10 tháng 9, các video âm nhạc cho "Sad Song", một ca khúc sáng tác bởi Super Changddai với lời bài hát của JYP, đã được tiết lộ trên YouTube. Ngày 13 tháng 9, cô hợp tác trong một phiên bản cổ điển của "Sad Song" với nghệ sĩ piano Lee Jin Wook và Odd Eye. Ngày 15 tháng 12, Baek A-yeon phát hành ca khúc nhạc phim đầu tiên của cô được gọi là "Daddy Long Legs" trong bộ phim truyền hình Cheongdam-dong Alice.

### 2013-2014:A Good Girl
Vào ngày 11, một đoạn video teaser cho mini album thứ hai của Baek Ah-yeon, A Good Girl đã được phát hành. Trong năm 2013, Baek A-yeon phát hành hai ca khúc nhạc phim cho bộ phim truyền hình khác nhau, một là "Introduction to Love" được phát hành ngày 10 tháng 4 cho bộ phim When a Man Falls in Love và ca khúc thứ hai là "Tears Are Also Love" phát hành ngày 18 tháng 7 cho Fated to Love You.

### 2015-nay:Shouldn’t Have, So-SovàBittersweet
Sau 2 năm vắng bóng, JYP Entertainment phát hành một video âm nhạc trữ tình của Baek Ah-yeon, "Shouldn't have" với sự tham gia của Young.K (Day6) vào ngày 20 tháng 5 năm 2015. Ca khúc đứng vị trí cao nhất trên nhiều bảng xếp hạng âm nhạc sau 1 tháng phát hành. Cô có màn trình diễn đầu tiên với "Shouldn't have" trên Music Core vào ngày 13 tháng 6. Cô cũng đã phát hành một bản soundtrack "So We Are" cho drama Yong-pal.
Ngày 15 tháng 5 năm 2016, JYP Entertainment đã bỏ một hình ảnh cho sự trở lại sắp tới của A-Yeon vào tháng 5 với một single mới mang tên So-So. Ngày 24 tháng 5 năm 2016, cô chính thức cho ra mắt đĩa đơn thứ hai của cô, "So So" và một single khác, "Something to Say" do chính cô sáng tác.
Baek A Yeon phát hành đĩa đơn Just Because với sự tham gia của thành viên GOT7, JB vào ngày 30 tháng 11.
Ngày 29 tháng 5 năm 2017, A Yeon phát hành EP thứ ba của mình Bittersweet. Album bao gồm sáu bài hát, với ca khúc chủ đề "Sweet Lies".